# ميكلوس مالك (ملحن)
ميكلوس مالك (بالمجرية: Malek Miklós)‏ هو ملحن مجري، ولد في 3 يونيو 1945 في بودابست في المجر.

## وصلات خارجية
- ميكلوس مالك على موقع ميوزك برينز (الإنجليزية)